# Zespół α-gal
Zespół α-gal – choroba alergiczna, nadwrażliwość typu I wobec dwucukrów, powodująca reakcje opóźnioną typu I po spożyciu czerwonego mięsa lub podrobów (głównie nerki wieprzowe) lub natychmiastową po zastosowaniu leków (cetuximab).
α-gal jest oligosacharydem obecnym w komórkach ssaków nienaczelnych. Przeciwciała IgE anty α-gal mogą powodować alergie na mięso, jak i reakcje uboczne podczas leczenia raka jelit lub głowy i szyi przeciwciałem monoklonalnym cetuximabem. Przyczyną pierwotną jest ugryzienie przez kleszcze. α-gal jest termostabilne. Dwa główne białka wiążące IgE to enzym konwertujący angiotensynę I wieprzową oraz aminopeptydaza N. Wykazano, że α-gal jest obecny m.in. w europejskim kleszczu Ixodes ricinus.
Nowy zespół chorobowy w postaci opóźnionej anafilaksji na czerwone mięso, zależnej od reakcji IgE na wielocukier α-Gal opisano w 2009 r. w powiązaniu z kleszczem Amblyomma americanum. Występowanie anafilaksji pokarmowej przejawiało się początkowo objawami skórnymi, następnie sercowo-naczyniowymi, żołądkowo-jelitowymi i oddechowymi. Pierwszy przypadek w Polsce stwierdzono w 2021 r.